# Věra Jourová
Věra Jourová, (prononcé en tchèque : /ˈvjɛra ˈjou̯rovaː/), née le 18 août 1964 à Třebíč, est une femme politique tchèque membre d'ANO 2011. Elle est ministre du Développement régional en 2014, poste qu'elle occupe jusqu'à sa nomination à la Commission européenne en novembre 2014.

## Biographie
En 1991, elle est diplômée de la faculté des Arts de l'université Charles, où elle a obtenu une maîtrise en théorie de la culture. Au cours de l'année académique 2011/2012, elle est diplômée en droit de la faculté de Droit de l'université Charles. Elle y étudie aussi l'anthropologie.
Elle est divorcée et a deux enfants : Adam (1985) et Markéta (1989).

## Carrière politique
En 2003, elle adhère au Parti social-démocrate tchèque (ČSSD). Nommée vice-ministre du Développement régional en 2004, elle quitte cette fonction au bout de deux ans.
Elle démissionne du ČSSD en 2006 et intègre en 2009 le Parti démocrate européen (EDS). Elle se présente aux élections européennes des 5 et 6 juin 2009, puis aux élections législatives des 28 et 29 mai 2010, sans jamais conquérir de mandat. Elle quitte alors l'EDS.
Elle rejoint l'Action des citoyens mécontents en 2011. Lors des élections législatives anticipées des 25 et 26 octobre 2013, elle est élue à la Chambre des députés. Le 29 janvier 2014, elle est nommée ministre du Développement régional.
Proposée par le gouvernement tchèque comme commissaire européenne, elle est désignée le 10 septembre comme commissaire européen à la Justice, aux Consommateurs et à l'Égalité des genres. Elle y travaille notamment sur la mise en œuvre du Règlement général sur la protection des données.
Le 26 août 2019, le deuxième gouvernement d'Andrej Babiš approuve sa nomination au poste de commissaire européenne pour la période 2019-2024. 

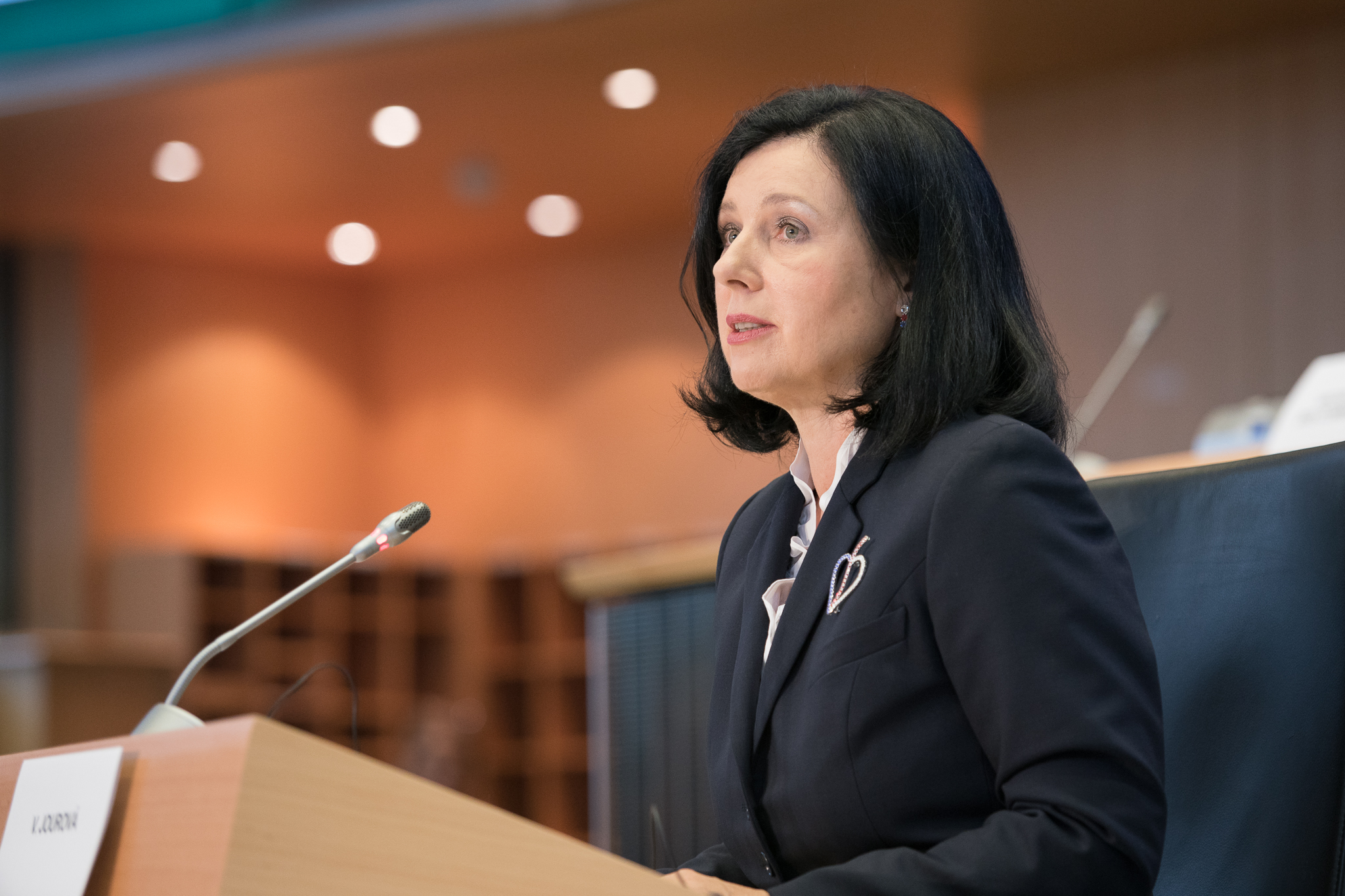
Audition de Věra Jourová à la Commission européenne en 2019.

Début septembre 2019, la future présidente de la Commission européenne, Ursula von der Leyen, annonce que Věra Jourová serait vice-présidente de la Commission européenne et chargée du respect des valeurs de l'Union européenne et de la transparence. 
Elle prend officiellement ses fonctions le 1er décembre 2019.